# Бразолово
Бразолово (укр. Бразолове) — село,
Юрьевский поселковый совет,
Юрьевский район,
Днепропетровская область,
Украина.
Код КОАТУУ — 1225955101. Население по переписи 2001 года составляло 189 человек .

## Географическое положение
Село Бразолово находится на правом берегу реки Малая Терновка,
выше по течению на расстоянии в 5,5 км расположено село Кондратовка,
ниже по течению на расстоянии в 4,5 км расположено село Весёлая Горка,
на противоположном берегу — пгт Юрьевка.